# Autooxidace
Autooxidace je oxidace zprostředkovávaná kyslíkem za běžné teploty bez působení ohně nebo elektrického výboje; obvykle se takto označuje postupný rozklad organických sloučenin za pokojové teploty. Autooxidace zprostředkovává například žluknutí potravin, a vysychání barev a olejů.
Jedná se o důležitý proces pro chemický průmysl i biochemii. K autooxidacím lze také zařadit fotooxygenace a katalytické oxidace.
Tyto reakce probíhají jako radikálové řetězové reakce, kde navázání kyslíku vede ke tvorbě hydroperoxylových a peroxidových radikálů.
Na začátku se obvykle objevuje období nízké reaktivity, nazývané indukční perioda, po němž následuje nárůst tvorby kyslíku, vedoucí k autokatalytické reakci, kterou lze řídit pouze pomocí antioxidantů. Tímto způsobem se oxidují zejména nenasycené sloučeniny.
Autooxidace jsou obvykle nežádoucí, ale některé byly zahrnuty do řízených chemických syntéz. V těchto případech se jako autooxidace označují také samovolné reakce s kyslíkem za zvýšených teplot, jako je například kumenový proces.

## Mechanismus

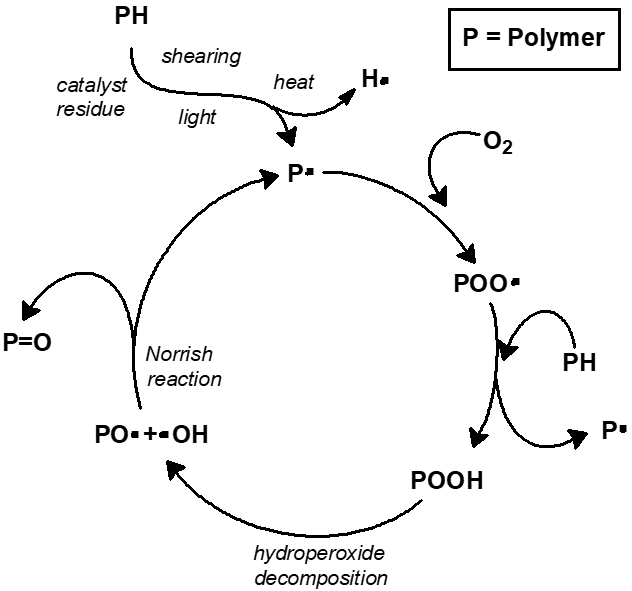
Mechanismus autooxidace

Mechanismus radikálových řetězových reakcí bývá někdy nazýván Bollandovým-Geeovým mechanismem a byl původně navržen pro oxidaci kaučuků, ale je použitelný i u řady dalších látek. Skládá se z iniciace, propagace, a terminace.
Iniciaci může zprostředkovávat mnoho různých radikálových iniciátorů; autooxidace nenasycených sloučenin spouští například singletový kyslík, ozon, nebo oxid dusičitý.
Nasycené polymery, například polyalkeny, by měly být vůči autooxidacím odolné, ale zpravidla obsahují hydroperoxidy vzniklé tepelnou oxidací během vysokoteplotního zpracovávání, jež mohou sloužit jako iniciátory.
V živých organismech jsou iniciátory zpravidla reaktivní formy kyslíku. V průmyslu se iniciátory, například benzoylperoxid, záměrně přidávají do reakčních směsí.
Při výše uvedených procesech se vytvářejí radikálová centra na uhlíkových atomech polymerních řetězců (R•), obvykle odštěpením vodíku z nestabilních vazeb C-H. Vzniklé radikály poté reagují s O2 za tvorby peroxylových radikálů (ROO•), které odštěpují další vodíky a vytváří hydroperoxidy (ROOH) a nové uhlíkaté radikály. Hydroperoxidy poté mohou homolytickými reakcemi tvořit další radikály, čímž se reakce urychluje. S růstem koncentrace radikálů se zvyšuje i rychlost terminací, kdy dochází ke spojování nebo disproporcionaci radikálů.

## U olejů a polymerů
Autooxidace nenasycených mastných kyselin způsobuje jejich překřižování a tvorbu polymerů.
Tento jev je znám od starověku a je podstatou vysychání olejů, používaných do nátěrů; příkladem může být lněný olej, obsahující velký podíl nenasycených mastných kyselin.
Autooxidační reakce mohou také některé polymery, například plasty, rozkládat. Náchylnost polymeru k takovému rozkladu závisí na jeho struktuře; náchylnější bývají řetězce obsahující nenasycené skupiny, allylové a benzylové vazby C−H a terciární uhlíky, jako jsou kaučuky. Autooxidaci lze zamezit přidáním stabilizátorů nebo urychlit biodegradačními látkami . Podobně se používají antioxidační přísady do olejů a aditiv do paliv, která brání autooxidaci.

## V potravinách
Zabránění autooxidacím v potravinách a nápojích se dosahuje obvykle používáním konzervantů nebo vytvářením konzerv. Tuky, obzvláště nenasycené, žluknou, a to i za nízkých teplot, autooxidace ale probíhají i u mnoha dalších potravin. Ve víně se nachází velké množství autooxidovatelných látek, jako jsou polyfenoly, polysacharidy, a bílkoviny.
Reakce způsobující hnědnutí řady potravin, jako jsou nakrájená jablka, lze považovat za autooxidace, i když jde většinou o enzymatické děje, jakým je například peroxidace lipidů, které mají jiné mechanismy.

## V průmyslu
Autooxidace se zapojují do výroby mnoha různých látek:
- V kumenovém procesu se vyrábí fenol a aceton z benzenu a propenu.
- Autooxidace cyklohexanu vytváří cyklohexanol a cycklohexanon.[19]
- p-xylen se oxiduje na kyselinu tereftalovou.
- Ethylbenzen se oxiduje na ethylbenzenhydroperoxid, epoxidační činidlo pro propylenoxidový/styrenový proces.